# Blepharis exigua
Blepharis exigua là một loài thực vật có hoa trong họ Ô rô. Loài này được (Zoll. & Mor.) Valeton ex Backer mô tả khoa học đầu tiên năm 1931.